# Gossler-Insel
Die Gossler-Insel (auch Gosslerinsel) ist eine Insel im Südwesten des Palmer-Archipels westlich der Anvers-Insel, rund 2 Kilometer vor dem Kap Monaco. Mit einigen unmittelbar benachbarten Inselchen bildet sie die kleine Gruppe der Gossler-Inseln (englisch Gossler Islands). Die Inseln sind größtenteils schnee- und eisbedeckt.
Entdeckt wurde die Gossler-Insel durch Eduard Dallmann, der 1873/74 im Auftrag der Deutschen Polar-Schifffahrtsgesellschaft die Gewässer vor der Antarktischen Halbinsel erkundete. Seine Reederei benannte die Insel im Nachgang der Expedition nach Ernst Gossler (1838–1893) bzw. seiner Familie, der gemeinsam mit einigen anderen Hamburger Kaufleuten und Reedern an der Deutschen Polar-Schifffahrtsgesellschaft beteiligt war.